# Placosaris cricophora
Placosaris cricophora là một loài bướm đêm trong họ Crambidae.